# José Ramón Mackenna Muñoz
José Ramón Mackenna Muñoz   (San Fernando, 10 de març de 1814 - Madrid, 20 de març de 1878) fou un militar espanyol, Capità general de València durant el regnat d'Isabel II d'Espanya i senador durant la restauració borbònica.
Era fill de José Ramón Mackenna, general i director de l'Acadèmia Militar de Granada, i en 1826 va ingressar com a cadet a l'Acadèmia General Militar. En 1833 es va incorporar a la Guàrdia Reial i en 1836 va participar en la primera guerra carlina i en la repressió del motí de la Granja de San Ildefonso. En 1840 va ascendir a comandant i participà de la repressió del pronunciament de 1841 a Barcelona.
En 1843 fou professor de l'Escola d'Estat Major, de 1845 a 1850 director del Col·legi General Militar i de 1851 a 1853 director del Reial Seminari de Bergara, de manera que va ascendir a coronel el 1844 i a brigadier en 1851. De 1853 a 1857 fou cap d'Estat Major de Castella la Vella i de 1857 a 1858 governador militar de Valladolid. Després participà en la Guerra d'Àfrica i en 1859 fou ascendit a mariscal de camp. En 1860 fou governador militar de Pamplona i actuà com a capità general del País Basc (1864), València (1865-1866) i Aragó (1866-1867).
Va participar en la revolució de 1868 i fou ascendit a tinent general. Durant el sexenni democràtic fou capità general d'Andalusia i Extremadura (1868-1871 i 1874) i director general de l'Administració Militar. Després de la restauració borbònica fou director general d'Estat Major de 1865 fins a la seva mort en 1878, i escollit senador per les Illes Balears (1876-1877) i per la província de Lleida (1877-1878).